# Julien Ochsé
Julien Edgard Ochsé (Parijs, 18 mei 1874 – aldaar, 6 augustus 1936) was een Frans dichter en auteur.

## Leven en werk
Julien Ochsé werd geboren in een welgestelde Joodse familie, als zoon van Albert Ochsé, handelaar in onder meer ivoor en parelmoer, en Alice Fanny Dreyfus. In 1906 trouwde hij met de Belgische beeldhouwster Louise Mayer (1884-1944). 
Julien Ochsé schreef dichtbundels en romans. Van de Académie française ontving hij de Prix Davaine (1922), een poëzieprijs voor Repose ailleurs, en de Prix Paul Flat (1923). Hij was secretaris van de Parijse afdeling van de Fédération internationale pour la culture française. Samen met zijn jongere broer Fernand Ochsé (1879-1944), organiseerde Julien lezingen en literaire salons in hun villa in Neuilly-sur-Seine.
Julien Ochsé overleed op 62-jarige leeftijd. Twee jaar later trouwde zijn weduwe Louise met zijn broer Fernand.

## Enkele publicaties
Poëzie
- 1908: L'Invisible concert : poèmes. Parijs: E. Sansot.
- 1909: Entre l'heure et la faux.Parijs: E. Sansot et Cie.
- 1910: Poèmes.
- 1911: Profils d'or et de cendre : poèmes. Parijs: Mercure de France.
- 1921: Repose ailleurs : poèmes. Parijs: R. Chiberre.

Romans
- 1912: D'île en île. Parijs: Mercure de France.
- 1913: La Feuille morte. Parijs: B. Grasset.
- 1922: Le Comte Robert de Montesquiou.
- 1923: Le berceau sans fées. Parijs: A. Michel.

- Bibliothèque nationale de France: cb12732531d (data)
- International Standard Name Identifier: 0000 0000 6115 2711
- Library of Congress Control Number: n97875393
- Système universitaire de documentation: 091285011
- Virtual International Authority File: 88064080
- WorldCat: E39PBJcR6vVpVJkCfPTYhYCmh3